# Секко, Стефано
Стефано Секко (род. 15 декабря 1973, Милан, Италия) — итальянский тенор, барабанщик и музыкальный продюсер.

## Биография
В Милане начал свое музыкальное образования с классов по фортепиано и ударным инструментам. Дополнительно занимался вокалом под руководством Альберто Соресины. Участвовал в мастер-классах по вокалу Л.Генчера, Р.Скотто и Ф.Корелли. Дебютной партией Стефана Секко стала партия Фентона в последней, двадцать шестой опере Джузеппе Верди «Фальстаф». Большее предпочтение отдает репертуару Дж. Верди, а также известнен как исполнитель главных партий в операх Беллини, Пуччини, Массне, Гуно. Его выступления проходили во многих крупных театрах мира, его голос звучал в Ла Скала, Городском театре Болоньи, Ковент-Гарден, Лисео, Немецкой опере Берлина, в Королевском театре Пармы, в крупных итальянских и французских театрах.

## Награды и признание
- В июне 2019 года награждён XXXI премией Луиджи Ильича, наравне с такими деятелями культуры как Мария Каллас, Франко Дзеффирелли, Пласидо Доминго.
- В июле 2019 года удостоен звания посла культуры от Института содействия развитию культуры и искусства.[1]